# Valentina Maurel
Valentina Maurel (16 de abril de 1988, San José) es una directora de cine y guionista franco - costarricense.

## Biografía
Valentina Maurel nació en Costa Rica. Estudió en la escuela de cine INSAS de Bruselas y vive en Bélgica. Maurel cuenta con las cineastas Claire Denis, Lucrecia Martel y Catherine Breillat entre sus referentes cinematográficos. Sus primeros trabajos se inspiraron en las obras de Todd Solondz y Hal Hartley, a quienes admira por su peculiar humor negro.
Su cortometraje Paul est là se estrenó en la sección Cinéfondation del Festival de Cine de Cannes en 2017, donde ganó elprimer premio.  Volvió a Cannes en 2019 con Lucía en el limbo, en competición en la Semaine de la Critique. 
En 2022, Maurel recibió una invitación para competir en el 75 ° Festival Internacional de Cine de Locarno por su ópera prima Tengo sueños eléctricos por el Leopardo de Oro. Sintiendo la necesidad de explorar una relación padre-hijo en el cine, escribió el guion como una secuela de sus cortometrajes anteriores Paul est là (2017) y Lucía en el limbo (2019). Aunque el drama juvenil estaba en desventaja con respecto a la contribución franco-brasileña Regra 34 de Julia Murat, obtuvo el premio de director. Los actores de Maurel Daniela Marín Navarro y Reinaldo Amien Gutiérrez fueron premiados como los mejores intérpretes del festival.
También obtuvo el premio Horizontes por la misma película en la 70 edición del Festival Internacional de Cine de San Sebastián 2022.

## Filmografía
- 2017: Paul est là (cortometraje)[7]
- 2019: Lucía en el limbo (cortometraje)
- 2022: Tengo sueños eléctricos[8]

## Premios
- 2017: Festival de Cannes – Prix Cinéfondation (Paul est la).
- 2017: Primer premio en el Festival de Guanajuato (México) por Lucía en el limbo.[9]
- 2019: Festival de Cine Molodist – Premio Especial del Jurado (Lucía quiere ir a por todas).
- 2022: Festival de Locarno – Premio Dirección (Tengo sueños eléctricos).[10]
- 2022: Festival Internacional de Cine de Tesalónica – premio principal “Golden Alexander” (Tengo sueños eléctricos).